# Tawakule Xiang
Tawakule Xiang (kinesiska: 塔瓦库勒乡, 塔瓦库勒) är en socken i Kina. Den ligger i den autonoma regionen Xinjiang, i den nordvästra delen av landet, omkring 920 kilometer sydväst om regionhuvudstaden Ürümqi. Antalet invånare är 26 983. Befolkningen består av 13 235 kvinnor och 13 748 män. Barn under 15 år utgör 31 %, vuxna 15-64 år 65 %, och äldre över 65 år 3,0 %.
Genomsnittlig årsnederbörd är 49 millimeter. Den regnigaste månaden är juni, med i genomsnitt 15 mm nederbörd, och den torraste är oktober, med 1 mm nederbörd.